# Норалі Схунмакер
Норалі Ребекка Схунмакер (нід. Noraly Schoenmaker; 30 червня 1987, Ніуверкерк) — нідерландська мотоциклістка та ютубер. Стала відомою завдяки своєму YouTube-каналу Itchy Boots. Маючи понад два мільйони підписників і півмільярда переглядів по всьому світу, вона є однією з найбільших відеоблогерок про подорожі на YouTube.

## Біографія та кар'єра
Після закінчення середньої школи отримала ступінь бакалавра та закінчила Утрехтський університет за спеціальністю «Геохімія» у 2010 році. Кілька років працювала геологом, а потім до 2018 року працювала керівником проєктів у компанії з днопоглиблювальних робіт по всьому світу.
З 2018 року стала всесвітньо відомою завдяки своїм відеоблогам про подорожі на мотоциклах. Того року задокументувала на своєму YouTube-каналі 36 000-кілометрову подорож з Індії через Центральну Азію до Європи. У наступні роки було ще більше подорожей. 
У 2024 році дебютувала як письменниця. Того року опублікувала свою книгу «Keerpunt» про свою першу подорож на мотоциклі Азією та роки, що передували їй. 

## Подорожі
До середини 2024 року подолала понад 130 000 кілометрів через 49 країн. Нижче наведено деякі тривалі подорожі: 
- Перша подорож у 2018 році розпочалася з Індії, де вона придбала мотоцикл Royal Enfield Himalayan. Їхала на ньому через М'янму та Таїланд до Малайзії. Тут вона зі своїм мотоциклом полетіла літаком до Оману, а потім човном з Об'єднаних Арабських Еміратів до Ірану. Далі подорож продовжилася через Туркменістан, Узбекистан, Таджикистан, Киргизстан та Казахстан. Звідси подорож продовжилася на захід через Росію, Грузію, Вірменію, Туреччину та кілька європейських країн назад до Нідерландів.
- Друга подорож у 2019 році розпочалася в Патагонії з наміром поїхати на Аляску. Дісталася Перу через Аргентину, Чилі та Болівію, коли спалахнула пандемія коронавірусу. В результаті змушена повернутися до Нідерландів. У 2021 році продовжила цю подорож і вирушила до Колумбії через Еквадор. Щоб уникнути небезпечного Дар'єнського розриву, який часто використовують контрабандисти, звідти човном вирушила до Панами. Проїхала через Коста-Рику, Нікарагуа, Гондурас, Сальвадор, Гватемалу, Беліз, Мексику, Сполучені Штати та Канаду до найпівнічнішої частини Аляски.
- У 2023 році розпочала подорож Африкою з Марокко. Подорожувала через Мавританію, Сенегал, Гамбію, Гвінею, Сьєрра-Леоне, Ліберію, Кот-д'Івуар, Гану, Того, Бенін, Нігерію, Камерун, Центральноафриканську Республіку, Конго-Браззавіль, Анголу та Замбію до Малаві. Там вона сіла на літак до Мадагаскару, не взявши з собою власного мотоцикла, та досліджувала цей острів на орендованому мотоциклі. Повернувшись до Малаві, продовжила свою подорож на власному мотоциклі до Танзанії, де її поїздка раптово обірвалася. Вона невдало впала та зламала ключицю, тому була змушена повернутися до Нідерландів.
- Після публікації своєї книги влітку 2024 року Норалі розпочала нову серію з мотоцикла Yamaha Ténéré 1987 року, який спеціально доопрацював для цієї мети німецький спеціаліст. Норалі має звичку давати імена своїм мотоциклам; цей — називає «Френкі» на честь Франкенштейна, оскільки мотоцикл побудований з компонентів багатьох різних версій Yamaha Ténéré. На рейсі Френкі вирушила зі Стамбула через Туреччину до Курдського автономного регіону, а потім через Іран до Іраку, Кувейту, Саудівської Аравії, окремо відвідала Ємен та острів Сокотра, призупинила подорож в ОАЕ у зв'язку з презентацією своєї книги, яку переклали англійською (станом на червень 2025 року).